# Campionato bosniaco di football americano
Il campionato bosniaco di football americano è una competizione che riunisce l'élite dei club bosniaci di football americano dal 2018.
Questa competizione si disputa con una stagione regolare con gironi all'italiana, seguita dai play-off e dalla finale, denominata BH Bowl. Nel 2018 il campionato si svolse nell'ambito del campionato croato, con una finale separata.

## Formato
Il campionato attuale è disputato in singola categoria. Nel 2018 fu organizzata una seconda categoria, la Razvojna Liga Američkog Fudbala Bosne i Hercegovine.
Il gioco  si basa sul regolamento della NCAA.

## Stagione 2020
| - Banja Luka Rebels - Sarajevo Spartans - Tuzla Saltminers |

## Finali

### BH Bowl
| Data               | Finale      | Vincitore         | Punteggio | Finalista         |
| ------------------ | ----------- | ----------------- | --------- | ----------------- |
| 2018 (2 dicembre)  | BH Bowl I   | Sarajevo Spartans | 36-6      | Tuzla Saltminers  |
| 2019 (23 giugno)   | BH Bowl II  | Sarajevo Spartans | 48-30     | Tuzla Saltminers  |
| 2020 (22 novembre) | BH Bowl III | Sarajevo Spartans | 19-12     | Banja Luka Rebels |
| 2021 (20 giugno)   | BH Bowl IV  | Sarajevo Spartans | 20-14     | Tuzla Saltminers  |

### Salt Bowl
| Data | Finale      | Vincitore        | Punteggio | Finalista         |
| ---- | ----------- | ---------------- | --------- | ----------------- |
| 2018 | Salt Bowl I | Tuzla Saltminers | 36-28     | Sarajevo Spartans |

## Squadre per numero di campionati vinti
Le tabelle seguenti mostrano le squadre ordinate per numero di campionati vinti.

### BH Bowl
|   | Squadra           | Anni                   |
| - | ----------------- | ---------------------- |
| 4 | Sarajevo Spartans | 2018, 2019, 2020, 2021 |

### Salt Bowl
|   | Squadra          | Anni |
| - | ---------------- | ---- |
| 1 | Tuzla Saltminers | 2018 |